# Arthur Hinsley
Arthur Hinsley (ur. 25 sierpnia 1865 w Selby, zm. 17 marca 1943 w Buntingford) – angielski duchowny katolicki, arcybiskup Westminsteru i prymas Wielkiej Brytanii.

## Życiorys
Jego ojciec był cieślą. Matka pochodziła z Irlandii. Ukończył Ushaw College w Durham, a następnie studia w Rzymie. 23 grudnia 1893 przyjął święcenia kapłańskie. Pracował jako wykładowca w Durham i duszpasterz w archidiecezji Westminster. W latach 1917–1930 rektor Kolegium angielskiego w Rzymie.
30 listopada 1926 konsekrowany na biskupa. Sakry udzielił kardynał Rafael Merry del Val y Zulueta. W latach 1930–1934 delegat apostolski do Afryki – odwiedził Egipt, Afrykę południową i Kongo belgijskie. Z powodu złego stanu zdrowia zrezygnował ze swej misji. Został kanonikiem bazyliki św. Piotra.
1 kwietnia 1935 został niespodziewanie nominowany na arcybiskupa Westminsteru. W grudniu 1937 otrzymał od Piusa XI kapelusz kardynalski z tytułem prezbitera S. Susannae. Brał udział w konklawe 1939. W czasie wojny potępił Hitlera i faszyzm. Umarł, prawie niewidomy i głuchy, na zawał serca. Pochowany w katedrze westminsterskiej.